# João Costa (football, 1996)
João Paulo Santos da Costa, couramment appelé João Costa, également surnommé Andorinha, né le 2 février 1996 à Barcelos au Portugal, est un footballeur portugais qui évolue au poste de gardien de but au FC Porto.

## Biographie
Né à Barcelos, dans le district de Braga, João Costa rejoint le centre de formation du FC Porto à l'âge de 10 ans.
Le 3 octobre 2015, il fait ses débuts en sénior avec l'équipe réserve, lors d'une victoire 2-0 à l'extérieur contre le SC Olhanense en Segunda Liga. Au cours de la saison, il dispute six autres matchs, contribuant à l’exploit de devenir la première équipe B à remporter ce championnat. Le 11 septembre 2016, à la 94e minute du match de championnat contre le FC Penafiel, il marque un but permettant à son équipe d’arracher le point du match nul (2-2). Le 29 novembre, il reste sur le banc de l’équipe première lors d’un match nul 0-0 à domicile contre le CF Os Belenenses, en phase de groupes de la Coupe de la Ligue.
João Costa est ensuite prêté à deux reprises : la première fois au Gil Vicente FC en Segunda Liga, puis il rejoint l'Espagne pour le club du FC Cartagena évoluant en Segunda División B.
Le 14 août 2019, il signe un contrat d’un an avec le CD Mirandés, tout juste promu en Segunda División. Il prend part à deux victoires à l’extérieur en prolongations en Coupe du Roi, et il signe sa seule apparition en championnat lors d’une défaite 4-0 face au Racing de Santander, le 17 septembre. Après l’arrivée de Raúl Lizoain, il quitte le club le 27 janvier 2020 pour rejoindre le Granada CF. Initialement intégré à l’équipe première pour la pré-saison 2021, João Costa passe la saison 2021-2022 sans être inscrit ni avec l’équipe première ni avec la réserve. En août 2022, il rejoint le Real Murcia CF en Primera División.
Il revient au Portugal le 16 août 2023, en signant un contrat avec le club de deuxième division du CD Feirense. En janvier 2025, il signe un contrat de trois ans et demi avec le CF Estrela da Amadora. Il fait ses débuts en Primeira Liga le 9 février, lors d'une défaite 1-0 à l’extérieur contre le Casa Pia AC.
Le 9 juillet 2025, João Costa fait son retour au FC Porto de Francesco Farioli et signe un contrat jusqu’en juin 2030.

## Palmarès

### En club
FC Porto B
- Champion de deuxième division portugaise en 2016.